# Purwosekar
Purwosekar is een bestuurslaag in het regentschap Malang van de provincie Oost-Java, Indonesië. Purwosekar telt 4214 inwoners (volkstelling 2010).